# Reštanj
Reštanj este o localitate din comuna Krško, Slovenia, cu o populație de 241 de locuitori.